# 바보사냥
"바보사냥"은 1984년에 개봉한 대한민국의 영화이다.

## 캐스팅
- 엄심정
- 김병학
- 배규빈
- 김인문
- 김원섭
- 윤인자
- 노경신
- 박암
- 김성겸
- 장혁
- 홍성민
- 장일식
- 지윤주
- 김애라
- 전현숙
- 이성훈
- 최재호
- 신동욱
- 나갑성
- 여재하
- 남성국
- 김유행
- 박종설
- 상일환
- 백송
- 이백
- 한명환
- 안진수